# Shock Corridor
Shock Corridor es una película estadounidense de 1963 dirigida por Samuel Fuller. La película cuenta la historia de un periodista que se mete en un hospital psiquiátrico con el fin de investigar un asesinato no resuelto.
En 1996, la película fue considerada «cultural, histórica y estéticamente significativa» por la Biblioteca del Congreso de Estados Unidos y seleccionada para su preservación en el National Film Registry.

## Reparto
- Peter Breck - Johnny Barrett
- Constance Towers - Cathy
- Gene Evans - Boden
- James Best - Stuart
- Hari Rhodes - Trent
- Larry Tucker - Pagliacci
- Paul Dubov - Dr. J.L. Menkin
- Chuck Roberson - Wilkes
- Neyle Morrow - Psicópata
- John Matthews - Dr. L.G. Cristo
- Bill Zuckert - 'Swanee' Swanson
- John Craig - Lloyd
- Philip Ahn - Dr. Fong